# Alawar
Alawar Entertainment — международный разработчик и издатель видеоигр для ПК, игровых консолей, мобильных платформ и других устройств, базирующийся в Льюисе, США. Основное направление деятельности — midcore-игры для опытных игроков, а также казуальные и f2p-игры для PC, Мас, iOS, Android, PlayStation, Xbox, и других платформ.

## История
Компания основана в 1999 году студентами Новосибирского государственного университета, Александром Лысковским и Сергеем Заниным. Alawar выпустил две игры — Puzzle Rally и Bubble Bobble Nostalgie. В 2001 году вышел первый трёхмерный арканоид Magic Ball, который разработала иркутская студия Dream Dale. Magic Ball был переведён на несколько языков и портирован на PlayStation 3 и iOS. В 2004 году Alawar выпустил продолжение этой игры
С 2003 года Alawar стал развивать собственную площадку дистрибуции. В 2006 году Alawar оказался одной из первых компаний в России, чей продукт можно было купить через SMS-платёж.
В 2008 году были выпущены первые части игр «Весёлая ферма» и «Сокровища Монтесумы». К концу 2008 года в состав Alawar входили четыре студии: Dream Dale, Stargaze, Five-BN и Friday’s Games. В 2009 году компания открыла направление разработки и портирования игр для мобильных устройств, игровых приставок и социальных сетей. В августе 2009 года компания Alawar и создатель бренда «Масяня» Олег Куваев подписали соглашение о сотрудничестве; Alawar получил права на эксклюзивное использование бренда в играх до 2014 года.
В 2012 году популярность shareware-игр снизилась, Alawar перешёл к модели монетизации free-to-play с внутриигровыми покупками. К 2015 году Alawar переключился на разработку midcore-игр для публикации в Steam.
С 2015 года Alawar регулярно проводит Летние стажировки для студентов и молодых специалистов.
В 2016 году вышла стратегическая игра Beholder — симулятор жизни в  тоталитарном государстве.
В 2017 году вышла приключенческая стратегия Distrust — симулятор выживания в экстремальных условиях. Вышло дополнение к Beholder — Blissful Sleep (Блаженный Сон).
В 2018 году совместно с испанской студией Fictiorama Studios (Dead Synchronicity) был реализован проект Do Not Feed The Monkeys. В этом же году состоялся релиз пошаговой тактической стратегии в стиле ретро sci-fi — I am not a Monster. В декабре 2018 года прошёл релиз Beholder 2.
В 2019 году Alawar выступил как разработчик и издатель free-to-play-шутера Watchers (сервера проекта закрыли в августе 2021 года), а также игры Space Robinson — экшена с элементами roguelike
В 2021 году компания выпустила на PC приключенческий детектив Song of Farca в сеттинге киберпанка, а также экшен-платформер They Always Run собственной разработки.
3 марта 2022 года вышла Beholder 3 (разработка — Paintbucket Games), а 14 июля 2022 года — игра Necrosmith, roguelike симулятор с непрямым управлением (продана в количестве более 200,000 копий на Steam).
5 апреля 2023 года вышла Wall World — roguelike tower defense игра, разработанная и изданная Alawar.
1 июня 2023 года компания закрыла магазин по продаже казуальных игр, чтобы сфокусироваться на разработке собственных новых игровых проектов. Дистрибуция игр Alawar будет осуществляться через Steam и партнерскую сеть компании.
23 апреля 2025 года вышла Beholder: Conductor.

## Деятельность компании

### Разработка
- Midcore-игры. Alawar ежегодно выпускает 2-3 midcore-игры. Основные проекты: Beholder, They Always Run, Necrosmith, Wall World, и другие.
- Казуальные игры для PC и Mac. Основные проекты: Сокровища Монтесумы (англ. The Treasures of Montezuma), Весёлая ферма (англ. Farm Frenzy), Дом 1000 дверей (англ. The House of the 1000 Doors) и другие. В этом направлении Alawar сотрудничает с BigFishGames, GameHouse, WildTangent, iWin и другими казуальными порталами.
- Игры для мобильных устройств. С 2009 года Alawar портирует игры из своей коллекции на популярные мобильные платформы iOS, Android, Windows Mobile и т. д. Также компания выпускает оригинальные и лицензионные free-to-play игры для мобильных устройств.
- Игры для консолей. С 2010 года Alawar портирует midcore и казуальные проекты на все актуальные консоли и операционные системы.
- Экспериментальные игры (VR). На 2020 год VR направление заморожено.

### Издательство
C 1999 года в составе компании Alawar работает издательское подразделение.
В настоящее время Alawar сотрудничает с независимыми внешними авторами. Выпущено более 600 игровых проектов.

### Дистрибуция
Alawar владеет сетью дистрибуции казуального контента в России и СНГ. С 2004 года на площадках Alawar и сайтах-участниках партнёрской программы продано более 1 млрд копий казуальных игр.

## Награды и достижения
- 2008 год — игра «Весёлая ферма» признана лучшей казуальной игрой на Конференции Разработчиков Игр 2008[13], признана лучшим семейным программным продуктом 2008 года по версии Disney Family и получила награду iParenting Media Award.
- 2008 год — компания Alawar стала лауреатом Национальной премии РФ за вклад в развитие российского сегмента сети Интернет «Премия Рунета 2008»[14]
- 2012 год — компания Alawar входит в рейтинг Forbes Russia «30 российских интернет-компаний» (24 место)[15]
- 2012 год — компания Alawar признана лучшей компанией-издателем по версии Конференции разработчиков игр[16]
- 2012 год — на Конференции Разработчиков Игр в Москве игра «Сокровища Монтесумы» была признана лучшим казуальным проектом
- 2013 год — компания Alawar вошла в ТОП-100 российских работодателей (62 место) в рейтинге портала HeadHunter
- 2016 год — игра Beholder получила награды в номинациях Excellence in Game Design и Best Indie Game на конференции независимых игр DevGAMM[источник не указан 1065 дней], в 2017 — в номинациях Most Creative & Original Best Indie Game (с англ. — «Лучшая инди-игра») на конференции Game Connection America. В числе других 8 победителей игра получила награду в номинации Best in Play на конференции разработчиков Game Developers Conference
- 2017 год — игра Do Not Feed The Monkeys получила награды Best Narrative[17][неавторитетный источник] (конференция DevGamm, Минск), Most Innovative (3DWire, Сеговия), Best Indie Game (FEFFS, Страсбург), DevGamm Choice (конференция Get It!, Одесса), Media Choice (Indiecade Europe, Париж)
- 2017 год — компания Alawar стала официальным спонсором конференции разработчиков компьютерных игр Сибири Game Dev Weekend
- 2019 год — игра Do Not Feed The Monkeys (Fictiorama Studios) стала финалистом на Фестивале Независимых Игр (IGF) сразу в нескольких номинациях[18]: инновационная игра, лучший дизайн и гран-при.
- 2023 год — игра Beholder 3 выиграла в номинации Лучшая Серьезная Игра на German Computer Games Awards 2023[19].

## Разработанные игры
| Год  | Название                          | Платформа                                                                     |
| ---- | --------------------------------- | ----------------------------------------------------------------------------- |
| 2016 | Beholder                          | Windows, Linux, macOS, PlayStation 4, Xbox One, Nintendo Switch, iOS, Android |
| 2017 | Distrust                          | Windows, macOS, PlayStation 4, Xbox One, Nintendo Switch                      |
| 2017 | Beholder - Blissful Sleep         | Windows, Linux, macOS, PlayStation 4, Xbox One, Nintendo Switch, iOS, Android |
| 2018 | I am not a Monster: First Contact | Windows                                                                       |
| 2018 | Beholder 2                        | Windows, Linux, macOS, PlayStation 4, Xbox One, Nintendo Switch, iOS, Android |
| 2021 | They Always Run                   | Windows, PlayStation 4, Nintendo Switch, Xbox One                             |
| 2022 | Necrosmith                        | Windows, Nintendo Switch, PlayStation 5                                       |
| 2023 | Wall World                        | Windows                                                                       |
| 2023 | Wall World: Deep Threat           | Windows                                                                       |
| 2024 | Necrosmith 2                      | Windows                                                                       |
| 2024 | Karate Survivor                   | Windows                                                                       |

## Изданные игры
| Год  | Название                | Разработчик                                  | Платформа                                                                     |
| ---- | ----------------------- | -------------------------------------------- | ----------------------------------------------------------------------------- |
| 2017 | Displaced               | Gamexy                                       | Windows, macOS                                                                |
| 2018 | Do Not Feed the Monkeys | Fictiorama Studios, BadLand Games Publishing | Windows, Linux, macOS, PlayStation 4, Xbox One, Nintendo Switch, iOS, Android |
| 2019 | Space Robinson          | Luxorix Games                                | Windows, Linux, macOS                                                         |
| 2021 | Song of Farca           | Wooden Monkeys                               | Windows, Linux, macOS                                                         |
| 2021 | A Tale for Anna         | Far Mills                                    | Windows, macOS                                                                |
| 2021 | Looking for Aliens      | Yustas Games Studio                          | Windows                                                                       |
| 2022 | Beholder 3              | Paintbucket Games                            | Windows                                                                       |